# Monacon onkops
Monacon onkops är en stekelart som beskrevs av Boucek 1980. Monacon onkops ingår i släktet Monacon och familjen gropglanssteklar.
Artens utbredningsområde är Kenya. Inga underarter finns listade i Catalogue of Life.